# العلاقات الليسوتوية الناميبية
العلاقات الليسوتوية الناميبية هي العلاقات الثنائية التي تجمع بين ليسوتو وناميبيا.

## مقارنة بين البلدين
هذه مقارنة عامة ومرجعية للدولتين:
| وجه المقارنة                                              | ليسوتو                      | ناميبيا      |
| --------------------------------------------------------- | --------------------------- | ------------ |
| المساحة (كم2)                                             | 32.96 ألف                   | 825.62 ألف   |
| عدد السكان (نسمة)                                         | 2.23 مليون                  | 2.53 مليون   |
| الكثافة السكانية (ن./كم²)                                 | 67.66                       | 3.06         |
| العاصمة                                                   | ماسيرو                      | ويندهوك      |
| اللغة الرسمية                                             | لغة إنجليزية، اللغة السوتية | لغة إنجليزية |
| العملة                                                    | لوتي ليسوتو                 | دولار ناميبي |
| الناتج المحلي الإجمالي (بليون دولار)                      | 2.64 مليار                  | 13.24 مليار  |
| الناتج المحلي الإجمالي (تعادل القوة الشرائية) بليون دولار | 6.30 مليار                  | 25.60 مليار  |
| الناتج المحلي الإجمالي الاسمي للفرد دولار أمريكي          | 1.07 ألف                    | 4.67 ألف     |
| الناتج المحلي الإجمالي للفرد دولار أمريكي                 | 2.64 ألف                    | 9.96 ألف     |
| مؤشر التنمية البشرية                                      | 0.497                       | 0.628        |
| رمز المكالمات الدولي                                      | +266                        | +264         |
| رمز الإنترنت                                              | .ls                         | .na          |
| المنطقة الزمنية                                           | ت ع م+02:00                 | ت ع م+02:00  |

## منظمات دولية مشتركة
يشترك البلدان في عضوية مجموعة من المنظمات الدولية، منها:
| علم المنظمة | اسم المنظمة                                                | تاريخ انضمام ليسوتو | تاريخ انضمام ناميبيا |
| ----------- | ---------------------------------------------------------- | ------------------- | -------------------- |
|             | البنك الإفريقي للتنمية                                     | ?                   | ?                    |
|             | العملية المشتركة للاتحاد الأفريقي والأمم المتحدة في دارفور | ?                   | ?                    |
|             | مجموعة التنمية لأفريقيا الجنوبية                           | ?                   | ?                    |
|             | مؤسسة التمويل الدولية                                      | 29 سبتمبر 1972      | 25 سبتمبر 1990       |
|             | الاتحاد البريدي العالمي                                    | ?                   | ?                    |
|             | البنك الدولي للإنشاء والتعمير                              | 25 يوليو 1968       | 25 سبتمبر 1990       |
|             | منظمة التجارة العالمية                                     | ?                   | ?                    |
|             | منظمة حظر الأسلحة الكيميائية                               | ?                   | ?                    |
|             | الأمم المتحدة                                              | 17 أكتوبر 1966      | 23 أبريل 1990        |
|             | مجموعة دول أفريقيا والكاريبي والمحيط الهادئ                | ?                   | ?                    |
|             | الاتحاد الأفريقي                                           | ?                   | ?                    |
|             | وكالة ضمان الاستثمار متعدد الأطراف                         | 12 أبريل 1988       | 25 سبتمبر 1990       |
|             | منظمة الشرطة الجنائية الدولية                              | ?                   | ?                    |
|             | يونسكو                                                     | 29 سبتمبر 1967      | 2 نوفمبر 1978        |
|             | دول الكومنولث                                              | 1966                | ?                    |
|             | الاتحاد الدولي للاتصالات                                   | 26 مايو 1967        | 25 يناير 1984        |

## وصلات خارجية
- موقع وزارة الخارجية الليسوتوية